# 瑟訥訥
瑟訥訥（卑南語：Sernegneg/Serneknek），是台灣卑南族傳說中的一位少女，因為其禁忌的戀情而自殺身亡。

## 身世
薩勒麼幸是竹生始祖的後代，她的母親是薩勒麼幸是巴辜馬賴（Pagumalay）夫妻的玄孫女，父親則是一名叫馬拉利（Malali）的人，此外牠還有一個姐姐和哥哥，但在他出生之前就因為母親疏於照顧而變成了嘎蓋鳥（gagay，鳶的一種）和Tekwir鳥飛走了，而她跟知本部落的守護神巴薩卡拉與魯阿撒耀也有血緣關係。

## 神話

### 出生
在薩勒麼幸懷上瑟訥訥的時候，由於一直要求吃山上種的橘子且完全不事生產或幫忙家事，讓父親馬拉利相當憤怒，一氣之下就把她綁在橘子樹幹上後離開，薩勒麼幸就這麼死去，但其肚子內的瑟訥訥卻平安出生，並且以喝露水維生，被後來回來查看情況的馬拉利帶回家扶養長大，而她這時的名字並非瑟訥訥。

### 復活母親
馬拉利在女兒長為青少女後，因為拗不住她的好奇告訴她薩勒麼幸的事情，思念母親的女兒因此前往母親死亡的橘子樹下，此時薩勒麼幸已經只剩散落的白骨。她一邊哭著一邊祈禱，在一股神秘力量的幫助下把薩勒麼幸的骨頭組裝起來，接著又一一祈求著能讓母親的身體長出血肉、開口說話、起來走路等，這些祈願也先後實現，最後薩勒麼幸終於復活、跟著女兒回家，而女兒在這之後才被她命名為瑟訥訥。

### 取小米
後來薩勒麼幸派瑟訥訥前往kanma'idrang山（都蘭山對面的山），去跟住在山頂的Merberebu（兄）和Merberes（弟）兩兄弟索取稻米和小米的種子，而沒有種子的兩兄弟又找上了其他人、費了好一番功夫後才終於得到她想要的東西，卑南族族人也在她把種子拿回來後，開始種植穀類作物、並且進行收穫祭等相關祭典。
另外，Arasis氏族的傳說中，族人所種植的小米最早也是從瑟訥訥那裡拿來的。

### 自殺身亡
後來瑟訥訥不知道從什麼時候開始，不管去哪裡或做什麼事情的時候，都會把自己的藤製枕頭（sadanlan）帶在身邊、絕不離身，雙親雖然對此很困惑、但也沒有太過在意，直到某天瑟訥訥必須把藤製枕頭藏在家裡去田裡工作時，薩勒麼幸因為好奇而把她的枕頭拿來查看，但並沒有察覺什麼異樣，只發現裏頭有條魚，就在用餐時間的時候烤來吃掉了。黃昏時瑟訥訥從田裡回來，發覺枕頭裡的魚不見而驚慌地到處尋找時，薩勒麼幸就告訴她自己已經把魚給吃掉了，瑟訥訥隨即露出哀痛地神色、到鍋子旁撿起剩下的魚骨將自己刺死，雙親這才知道她和魚之間的關係，悲痛地把女兒跟魚骨共同埋葬。

## 類似傳說
在阿美族等卑南族的鄰族中，也流傳著和瑟訥訥類似的人魚戀傳說。